# Trofeo Diputación de Valladolid
El Trofeo Diputación de Valladolid es un torneo veraniego de fútbol español, de carácter provincial para equipos no profesionales organizado por la Diputación Provincial de Valladolid. Toman parte en él equipos de fútbol de la provincia de Valladolid.

## Historia
En 1994, la Diputación Provincial de Valladolid decide impulsar el fútbol de la provincia creando el Trofeo Diputación de Valladolid. Los equipos participantes deben ser equipos de la provincia de Valladolid que militen en Segunda División B, Tercera División, Primera Regional o incluso en categoría provincial entrando al torneo por invitación. En el formato actual participan ocho equipos con rondas de cuartos de final, semifinales y final.
Todos los partidos se disputan en una única sede durante el mes de agosto. Los finalistas reciben un premio económico por parte de la Diputación Provincial de Valladolid.
Las cinco primeras ediciones del torneo fueron dominadas por el CD Laguna y el Real Valladolid B, más adelante se llevaron el torneo la Gimnástica Medinense y el Íscar y más recientemente el At. Tordesillas es el dominador del torneo.
El Real Valladolid B es el equipo con más participaciones, faltando solamente en la primera edición.
En el año 2021, se pone en marcha la edición femenina del Trofeo Diputación.

## Palmarés
| Ed.    | Año  | Sede                    | Campeón                  | Subcampeón               | Res.      |
| ------ | ---- | ----------------------- | ------------------------ | ------------------------ | --------- |
| I      | 1994 | Tordesillas             | CD Laguna                | Atco. Tordesillas        | 5-0       |
| II     | 1995 | Pedrajas de San Esteban | CD Laguna                | Real Valladolid B        | 0-0 (2-0) |
| III    | 1996 | Tudela de Duero         | Real Valladolid B        | CD Laguna                | 2-1       |
| IV     | 1997 | Nava del Rey            | Real Valladolid B        | CD Laguna                | 3-2       |
| V      | 1998 | Laguna de Duero         | Real Valladolid B        | CD Laguna                | 6-1       |
| VI     | 1999 | Mojados                 | Gimnástica Medinense     | CD Laguna                | 2-0       |
| VII    | 2000 | Cabezón de Pisuerga     | Real Valladolid B        | Gimnástica Medinense     | 2-0       |
| VIII   | 2001 | Medina de Rioseco       | Gimnástica Medinense     | Real Valladolid B        | 2-1       |
| IX     | 2002 | Medina del Campo        | CD Íscar                 | Universitario            | 2-1       |
| X      | 2003 | Valladolid              | Real Valladolid B        | Gimnástica Medinense     | 8-0       |
| XI     | 2004 | Santovenia de Pisuerga  | Atco. Tordesillas        | Gimnástica Medinense     | 4-0       |
| XII    | 2005 | Cigales                 | Real Valladolid B        | CD Íscar                 | 3-1       |
| XIII   | 2006 | Olmedo                  | CD Íscar                 | Real Valladolid B        | 2-1       |
| XIV    | 2007 | La Cistérniga           | CD Íscar                 | Real Valladolid B        | 2-1       |
| XV     | 2008 | Boecillo                | CD Íscar                 | U.D. Santovenia          | 3-1       |
| XVI    | 2009 | Simancas                | Real Valladolid B        | Atco. Tordesillas        | 1-0       |
| XVII   | 2010 | Íscar                   | CD Íscar                 | Real Valladolid B        | 2-2 (7-6) |
| XVIII  | 2011 | Zaratán                 | CD Íscar                 | CD Laguna                | 3-3 (4-3) |
| XIX    | 2012 | Arroyo de la Encomienda | Real Valladolid B        | Atlético Tordesillas     | 2-0       |
| XX     | 2013 | Valladolid              | Real Valladolid B        | Villa de Simancas        | 7-2       |
| XXI    | 2014 | Rueda                   | Real Valladolid B        | CD Mojados               | 3-2       |
| XXII   | 2015 | Pedrajas de San Esteban | Villa de Simancas        | CD Mojados               | 3-0       |
| XXIII  | 2016 | Mojados                 | Atlético Tordesillas     | Real Valladolid B        | 2-2 (5-3) |
| XXIV   | 2017 | Matapozuelos            | Atlético Tordesillas     | Villa de Simancas        | 4-1       |
| XXV    | 2018 | Tordesillas             | Real Valladolid B        | Atlético Tordesillas     | 1-0       |
| XXVI   | 2019 | La Pedraja de Portillo  | Atlético Tordesillas     | Real Valladolid B        | 2-1       |
| XXVII  | 2021 | Laguna de Duero         | Real Valladolid Promesas | Atlético Tordesillas     | 1-1 (5-4) |
| XXVIII | 2022 | Simancas                | Real Valladolid Promesas | Atlético Tordesillas     | 1-0       |
| XXIX   | 2023 | Íscar                   | Atlético Tordesillas     | CD Laguna                | 2-0       |
| XXX    | 2024 | Villanubla              | Atlético Tordesillas     | Real Valladolid Promesas | 3-1       |

### XXV Trofeo Diputación de Valladolid 2018
|  | Cuartos de final              | Cuartos de final              |                   |                   | Semifinales               | Semifinales               |  |                   | Final                | Final                |  |
|  | del 9 al 12 de agosto de 2018 | del 9 al 12 de agosto de 2018 |                   |                   | 14 y 15 de agosto de 2018 | 14 y 15 de agosto de 2018 |  |                   | 22 de agosto de 2018 | 22 de agosto de 2018 |  |
|  |                               |                               |                   |                   |                           |                           |  |                   |                      |                      |  |
|  |                               |                               |                   |                   |                           |                           |  |                   |                      |                      |  |
|  | Real Valladolid B             | 3                             |                   |                   |                           |                           |  |                   |                      |                      |  |
|  | Real Valladolid B             | 3                             |                   |                   |                           |                           |  |                   |                      |                      |  |
|  | Gimnástica Medinense          | 0                             |                   |                   |                           |                           |  |                   |                      |                      |  |
|  | Gimnástica Medinense          | 0                             |                   | Real Valladolid B | 1                         |                           |  |                   |                      |                      |  |
|  |                               |                               |                   | Real Valladolid B | 1                         |                           |  |                   |                      |                      |  |
|  |                               |                               | CD Laguna         | 0                 |                           |                           |  |                   |                      |                      |  |
|  | CD Mojados                    | 1                             | CD Laguna         | 0                 |                           |                           |  |                   |                      |                      |  |
|  | CD Mojados                    | 1                             |                   |                   |                           |                           |  |                   |                      |                      |  |
|  | CD Laguna                     | 3                             |                   |                   |                           |                           |  |                   |                      |                      |  |
|  | CD Laguna                     | 3                             |                   |                   |                           |                           |  | Real Valladolid B | 1                    |                      |  |
|  |                               |                               |                   |                   |                           |                           |  | Real Valladolid B | 1                    |                      |  |
|  |                               |                               | At. Tordesillas   | 0                 |                           |                           |  |                   |                      |                      |  |
|  | At. Tordesillas               | 6                             | At. Tordesillas   | 0                 |                           |                           |  |                   |                      |                      |  |
|  | At. Tordesillas               | 6                             |                   |                   |                           |                           |  |                   |                      |                      |  |
|  | CD Navarrés                   | 1                             |                   |                   |                           |                           |  |                   |                      |                      |  |
|  | CD Navarrés                   | 1                             |                   | At. Tordesillas   | 1                         |                           |  |                   |                      |                      |  |
|  |                               |                               |                   | At. Tordesillas   | 1                         |                           |  |                   |                      |                      |  |
|  |                               |                               | Villa de Simancas | 0                 |                           |                           |  |                   |                      |                      |  |
|  | Villa de Simancas             | 3                             | Villa de Simancas | 0                 |                           |                           |  |                   |                      |                      |  |
|  | Villa de Simancas             | 3                             |                   |                   |                           |                           |  |                   |                      |                      |  |
|  | CD La Cistérniga              | 2                             |                   |                   |                           |                           |  |                   |                      |                      |  |
|  | CD La Cistérniga              | 2                             |                   |                   |                           |                           |  |                   |                      |                      |  |
|  |                               |                               |                   |                   |                           |                           |  |                   |                      |                      |  |

Final
| 22 de agosto de 2018, 19:00 h. | Real Valladolid B  | 1-0     | At. Tordesillas | Las Salinas, Tordesillas (Valladolid)                            |                                                                  |
|                                | Adrián Herrera 43' | Reporte |                 | Asistencia: 800 espectadores Árbitro(s): Francisco Rivera García | Asistencia: 800 espectadores Árbitro(s): Francisco Rivera García |

Estadísticas
| Mejor jugador   | Bayón - At. Tordesillas                 |
| Máximo goleador | Adrián Herrera - Valladolid B - 3 goles |
| Total goles     | 22 - 3,14 p/p                           |
| Mayor goleada   | Tordesillas 6 - Navarrés 1              |

#### XXV Aniversario
En conmemoración del XXV aniversario del Trofeo Diputación, se realizaron una serie de actividades paralelas de forma extraordinaria en Tordesillas.

##### Mini Torneo Alevín
Los equipos alevines de los participantes en el Trofeo Diputación, más el alevín del CD Íscar, participaron en un Torneo Alevín celebrado en Las Salinas el 18 de agosto de 2018.
Grupo A
| At. Tordesillas | CD Mojados      | 0-2 |
| CD Mojados      | CD Navarrés     | 5-0 |
| CD Navarrés     | At. Tordesillas | 0-0 |

Grupo B
| Real Valladolid   | Villa de Simancas | 0-1 |
| Villa de Simancas | Íscar             | 1-1 |
| Íscar             | Real Valladolid   | 0-2 |

Grupo C
| CD Laguna     | La Cistérniga | 2-1 |
| La Cistérniga | Medinense     | 0-1 |
| Medinense     | CD Laguna     | 0-1 |

Puestos 8.º y 9.º
| Navarrés | La Cistérniga | 0-4 |

Puestos 5.º, 6.º y 7.º
| Medinense   | Íscar       | 0-4 |
| Íscar       | Tordesillas | 5-0 |
| Tordesillas | Medinense   | 2-3 |

Semifinales
| Mojados | Villa de Simancas | 3-0 |
| Laguna  | Real Valladolid   | 0-5 |

3.º y 4.º puesto
| Villa de Simancas | Laguna | 2-0 |

Final
| Mojados | Real Valladolid | 0-4 |

##### Partido de veteranos
Algunos de los jugadores más destacados de estas 24 anteriores ediciones (algunos incluso llegaron a jugar en Primera División), se dividieron en dos selecciones en función de los equipos con los que jugaron el Trofeo Diputación: Este (Valladolid B, Íscar, Laguna, UVA....) y Oeste (Medinense, Tordesillas, Navarrés....). Celebrado en Las Salinas el 18 de agosto de 2018.
| ESTE - 5                         | OESTE - 2                       |
| -------------------------------- | ------------------------------- |
| 1. Rodri                         | 1. Sancho Alejandre             |
| 3. Merayo                        | 2. Pipe Bravo                   |
| 4. Agustín Gallego               | 3. Poncela                      |
| 5. Plaza                         | 4. Abel Pérez                   |
| 6. Manu Calle                    | 5. Román Arribas                |
| 7. Patri                         | 6. Andrés Gonzalo               |
| 8. Turiel                        | 7. Ricardo Cabezas              |
| 9. Emilio                        | 8. César Rodríguez              |
| 10. Jimmy                        | 9. Hamada Sidi                  |
| 11. Ricardo Domínguez            | 10. Gallego                     |
| 12. César Castrillo              | 11. Santi Cabezas               |
| 14. Ferrero                      | 12. Pablo Fernández             |
| 16. Rafa Olmo                    | 13. Abel Pardo                  |
| 17. David Alonso                 | 14. Toñín Barriles              |
| 19. Rodri Ortega                 | 15. Revuelta                    |
|                                  | 16. Catón                       |
|                                  | 17. Gustavo Rodríguez           |
| E. Juan Andrés Martín Villarreal | E. Pedro del Barrio             |
| E. Javier Yepes                  | E. José Luis Fernández Espinosa |
| D. Justino Salamanca             | D. José Luis Sancho             |

##### Exposición
Del 8 de agosto al 6 de septiembre, en las Casas del Tratado en Tordesillas se organiza una exposición fotográfica y documental repasando las 24 ediciones del Trofeo Diputación.

### XXVI Trofeo Diputación de Valladolid 2019
|  | Cuartos de final               | Cuartos de final              |                                |                          | Semifinales               | Semifinales               |  |                 | Final                | Final                |  |
|  | del 8 al 11 de agosto de 2019  | del 8 al 11 de agosto de 2019 |                                |                          | 13 y 14 de agosto de 2019 | 13 y 14 de agosto de 2019 |  |                 | 21 de agosto de 2019 | 21 de agosto de 2019 |  |
|  |                                |                               |                                |                          |                           |                           |  |                 |                      |                      |  |
|  |                                |                               |                                |                          |                           |                           |  |                 |                      |                      |  |
|  | At. Tordesillas                | 4                             |                                |                          |                           |                           |  |                 |                      |                      |  |
|  | At. Tordesillas                | 4                             |                                |                          |                           |                           |  |                 |                      |                      |  |
|  | CD Laguna                      | 0                             |                                |                          |                           |                           |  |                 |                      |                      |  |
|  | CD Laguna                      | 0                             |                                | At. Tordesillas          | 10                        |                           |  |                 |                      |                      |  |
|  |                                |                               |                                | At. Tordesillas          | 10                        |                           |  |                 |                      |                      |  |
|  |                                |                               | Club Universidad de Valladolid | 1                        |                           |                           |  |                 |                      |                      |  |
|  | Club Universidad de Valladolid | 2                             | Club Universidad de Valladolid | 1                        |                           |                           |  |                 |                      |                      |  |
|  | Club Universidad de Valladolid | 2                             |                                |                          |                           |                           |  |                 |                      |                      |  |
|  | CD La Cistérniga               | 0                             |                                |                          |                           |                           |  |                 |                      |                      |  |
|  | CD La Cistérniga               | 0                             |                                |                          |                           |                           |  | At. Tordesillas | 2                    |                      |  |
|  |                                |                               |                                |                          |                           |                           |  | At. Tordesillas | 2                    |                      |  |
|  |                                |                               | Real Valladolid Promesas       | 1                        |                           |                           |  |                 |                      |                      |  |
|  | Real Valladolid Promesas       | 9                             | Real Valladolid Promesas       | 1                        |                           |                           |  |                 |                      |                      |  |
|  | Real Valladolid Promesas       | 9                             |                                |                          |                           |                           |  |                 |                      |                      |  |
|  | CD La Pedraja                  | 1                             |                                |                          |                           |                           |  |                 |                      |                      |  |
|  | CD La Pedraja                  | 1                             |                                | Real Valladolid Promesas | 3                         |                           |  |                 |                      |                      |  |
|  |                                |                               |                                | Real Valladolid Promesas | 3                         |                           |  |                 |                      |                      |  |
|  |                                |                               | Villa de Simancas              | 0                        |                           |                           |  |                 |                      |                      |  |
|  | CD Mojados                     | 0                             | Villa de Simancas              | 0                        |                           |                           |  |                 |                      |                      |  |
|  | CD Mojados                     | 0                             |                                |                          |                           |                           |  |                 |                      |                      |  |
|  | Villa de Simancas              | 2                             |                                |                          |                           |                           |  |                 |                      |                      |  |
|  | Villa de Simancas              | 2                             |                                |                          |                           |                           |  |                 |                      |                      |  |
|  |                                |                               |                                |                          |                           |                           |  |                 |                      |                      |  |

Final
| 21 de agosto de 2019, 19:00 h. | At. Tordesillas                 | 2-1 | Real Valladolid Promesas | La Serna, La Pedraja de Portillo                             |                                                              |
|                                | Abel Blanco 26' Héctor Vega 35' |     | Víctor Socorro 16'       | Asistencia: 550 espectadores Árbitro(s): David Rivera García | Asistencia: 550 espectadores Árbitro(s): David Rivera García |

### XXVII Trofeo Diputación de Valladolid 2021
|  | Semifinales                   | Semifinales          |       |  | Final                         | Final |  |
|  |                               |                      |       |  |                               |       |  |
|  | Laguna de Duero, 18 de agosto |                      |       |  |                               |       |  |
|  | Real Valladolid Promesas      | 9                    |       |  |                               |       |  |
|  | Club Deportivo Laguna         | 1                    |       |  |                               |       |  |
|  |                               |                      |       |  |                               |       |  |
|  |                               |                      |       |  | Laguna de Duero, 25 de agosto |       |  |
|  |                               |                      |       |  | Real Valladolid Promesas      | 1 (5) |  |
|  |                               | Atlético Tordesillas | 1 (4) |  |                               |       |  |
|  |                               |                      |       |  |                               |       |  |
|  |                               |                      |       |  |                               |       |  |
|  |                               |                      |       |  |                               |       |  |
|  | Laguna de Duero, 19 de agosto |                      |       |  |                               |       |  |
|  | Atlético Tordesillas          | 2                    |       |  |                               |       |  |
|  | Villa de Simancas             | 1                    |       |  |                               |       |  |

Final
| 25 de agosto de 2021, 19:00 h.                     | Real Valladolid Promesas | 1-1     | At. Tordesillas | La Laguna, Laguna de Duero                                        |                                                                   |
|                                                    | Diego Moreno 45'         | Reporte | David Gómez 54' | Asistencia: 400 espectadores Árbitro(s): Javier Gutiérrez Garrote | Asistencia: 400 espectadores Árbitro(s): Javier Gutiérrez Garrote |
| El Real Valladolid Promesas vence por penaltis 5-4 |                          |         |                 |                                                                   |                                                                   |

### XXVIII Trofeo Diputación de Valladolid 2022
|  | Cuartos de final           | Cuartos de final           |                          |                    | Semifinales          | Semifinales          |  |                 | Final                | Final                |  |
|  | 17 al 18 de agosto de 2022 | 17 al 18 de agosto de 2022 |                          |                    | 23 de agosto de 2022 | 23 de agosto de 2022 |  |                 | 25 de agosto de 2022 | 25 de agosto de 2022 |  |
|  |                            |                            |                          |                    |                      |                      |  |                 |                      |                      |  |
|  |                            |                            |                          |                    |                      |                      |  |                 |                      |                      |  |
|  | At. Tordesillas            | 4                          |                          |                    |                      |                      |  |                 |                      |                      |  |
|  | At. Tordesillas            | 4                          |                          |                    |                      |                      |  |                 |                      |                      |  |
|  | C.D. La Pedraja            | 0                          |                          |                    |                      |                      |  |                 |                      |                      |  |
|  | C.D. La Pedraja            | 0                          |                          | At. Tordesillas    | 4                    |                      |  |                 |                      |                      |  |
|  |                            |                            |                          | At. Tordesillas    | 4                    |                      |  |                 |                      |                      |  |
|  |                            |                            | CD Laguna                | 0                  |                      |                      |  |                 |                      |                      |  |
|  | C.D. Mojados               | 3                          | CD Laguna                | 0                  |                      |                      |  |                 |                      |                      |  |
|  | C.D. Mojados               | 3                          |                          |                    |                      |                      |  |                 |                      |                      |  |
|  | CD Laguna                  | 4                          |                          |                    |                      |                      |  |                 |                      |                      |  |
|  | CD Laguna                  | 4                          |                          |                    |                      |                      |  | At. Tordesillas | 0                    |                      |  |
|  |                            |                            |                          |                    |                      |                      |  | At. Tordesillas | 0                    |                      |  |
|  |                            |                            | Real Valladolid Promesas | 1                  |                      |                      |  |                 |                      |                      |  |
|  | Villa de Simancas          | 0                          | Real Valladolid Promesas | 1                  |                      |                      |  |                 |                      |                      |  |
|  | Villa de Simancas          | 0                          |                          |                    |                      |                      |  |                 |                      |                      |  |
|  | C.D. La Cistérniga         | 5                          |                          |                    |                      |                      |  |                 |                      |                      |  |
|  | C.D. La Cistérniga         | 5                          |                          | C.D. La Cistérniga | 0                    |                      |  |                 |                      |                      |  |
|  |                            |                            |                          | C.D. La Cistérniga | 0                    |                      |  |                 |                      |                      |  |
|  |                            |                            | Real Valladolid Promesas | 7                  |                      |                      |  |                 |                      |                      |  |
|  | Real Valladolid Promesas   | 3                          | Real Valladolid Promesas | 7                  |                      |                      |  |                 |                      |                      |  |
|  | Real Valladolid Promesas   | 3                          |                          |                    |                      |                      |  |                 |                      |                      |  |
|  | Betis C.F.                 | 1                          |                          |                    |                      |                      |  |                 |                      |                      |  |
|  | Betis C.F.                 | 1                          |                          |                    |                      |                      |  |                 |                      |                      |  |
|  |                            |                            |                          |                    |                      |                      |  |                 |                      |                      |  |

Final
| 25 de agosto de 2022, 19:00 h. | At. Tordesillas | 0-1     | Real Valladolid Promesas | Los Pinos, Simancas                                      |                                                          |
|                                |                 | Reporte | Slavy 11'                | Asistencia: 500 espectadores Árbitro(s): Pastor González | Asistencia: 500 espectadores Árbitro(s): Pastor González |

### XXIX Trofeo Diputación de Valladolid 2023
|  | Cuartos de final           | Cuartos de final           |                 |                          | Semifinales               | Semifinales               |  |             | Final                | Final                |  |
|  | 14 al 17 de agosto de 2023 | 14 al 17 de agosto de 2023 |                 |                          | 23 y 24 de agosto de 2023 | 23 y 24 de agosto de 2023 |  |             | 30 de agosto de 2023 | 30 de agosto de 2023 |  |
|  |                            |                            |                 |                          |                           |                           |  |             |                      |                      |  |
|  |                            |                            |                 |                          |                           |                           |  |             |                      |                      |  |
|  | Real Valladolid Promesas   | 8                          |                 |                          |                           |                           |  |             |                      |                      |  |
|  | Real Valladolid Promesas   | 8                          |                 |                          |                           |                           |  |             |                      |                      |  |
|  | C.D. Íscar                 | 2                          |                 |                          |                           |                           |  |             |                      |                      |  |
|  | C.D. Íscar                 | 2                          |                 | Real Valladolid Promesas | 0                         |                           |  |             |                      |                      |  |
|  |                            |                            |                 | Real Valladolid Promesas | 0                         |                           |  |             |                      |                      |  |
|  |                            |                            | C.D. Laguna     | 1                        |                           |                           |  |             |                      |                      |  |
|  | C.D. Laguna                | 1                          | C.D. Laguna     | 1                        |                           |                           |  |             |                      |                      |  |
|  | C.D. Laguna                | 1                          |                 |                          |                           |                           |  |             |                      |                      |  |
|  | Betis C.F.                 | 0                          |                 |                          |                           |                           |  |             |                      |                      |  |
|  | Betis C.F.                 | 0                          |                 |                          |                           |                           |  | C.D. Laguna | 0                    |                      |  |
|  |                            |                            |                 |                          |                           |                           |  | C.D. Laguna | 0                    |                      |  |
|  |                            |                            | At. Tordesillas | 2                        |                           |                           |  |             |                      |                      |  |
|  | C.D. Mojados               | 2(2)                       | At. Tordesillas | 2                        |                           |                           |  |             |                      |                      |  |
|  | C.D. Mojados               | 2(2)                       |                 |                          |                           |                           |  |             |                      |                      |  |
|  | Gª Medinense               | 2(4)                       |                 |                          |                           |                           |  |             |                      |                      |  |
|  | Gª Medinense               | 2(4)                       |                 | Gª Medinense             | 1                         |                           |  |             |                      |                      |  |
|  |                            |                            |                 | Gª Medinense             | 1                         |                           |  |             |                      |                      |  |
|  |                            |                            | At. Tordesillas | 5                        |                           |                           |  |             |                      |                      |  |
|  | At. Tordesillas            | 1                          | At. Tordesillas | 5                        |                           |                           |  |             |                      |                      |  |
|  | At. Tordesillas            | 1                          |                 |                          |                           |                           |  |             |                      |                      |  |
|  | C.D. La Cistérniga         | 0                          |                 |                          |                           |                           |  |             |                      |                      |  |
|  | C.D. La Cistérniga         | 0                          |                 |                          |                           |                           |  |             |                      |                      |  |
|  |                            |                            |                 |                          |                           |                           |  |             |                      |                      |  |

Final
| 30 de agosto de 2023, 19:00 h. | C.D. Laguna | 0-2     | At. Tordesillas             | San Miguel, Íscar                                       |                                                         |
|                                |             | Reporte | Chatún 8' Juan Añibarro 88' | Asistencia: 550 espectadores Árbitro(s): Martín Álvarez | Asistencia: 550 espectadores Árbitro(s): Martín Álvarez |

### XXX Trofeo Diputación de Valladolid 2024
|  | Cuartos de final          | Cuartos de final          |                 |                          | Semifinales               | Semifinales               |  |                          | Final                | Final                |  |
|  | 9 al 12 de agosto de 2024 | 9 al 12 de agosto de 2024 |                 |                          | 20 y 21 de agosto de 2024 | 20 y 21 de agosto de 2024 |  |                          | 26 de agosto de 2024 | 26 de agosto de 2024 |  |
|  |                           |                           |                 |                          |                           |                           |  |                          |                      |                      |  |
|  |                           |                           |                 |                          |                           |                           |  |                          |                      |                      |  |
|  | Real Valladolid Promesas  | 5                         |                 |                          |                           |                           |  |                          |                      |                      |  |
|  | Real Valladolid Promesas  | 5                         |                 |                          |                           |                           |  |                          |                      |                      |  |
|  | C.D. La Cistérniga        | 0                         |                 |                          |                           |                           |  |                          |                      |                      |  |
|  | C.D. La Cistérniga        | 0                         |                 | Real Valladolid Promesas | 3                         |                           |  |                          |                      |                      |  |
|  |                           |                           |                 | Real Valladolid Promesas | 3                         |                           |  |                          |                      |                      |  |
|  |                           |                           | C.D. Laguna     | 0                        |                           |                           |  |                          |                      |                      |  |
|  | C.D. Laguna               | 2(4)                      | C.D. Laguna     | 0                        |                           |                           |  |                          |                      |                      |  |
|  | C.D. Laguna               | 2(4)                      |                 |                          |                           |                           |  |                          |                      |                      |  |
|  | Betis C.F.                | 2(2)                      |                 |                          |                           |                           |  |                          |                      |                      |  |
|  | Betis C.F.                | 2(2)                      |                 |                          |                           |                           |  | Real Valladolid Promesas | 1                    |                      |  |
|  |                           |                           |                 |                          |                           |                           |  | Real Valladolid Promesas | 1                    |                      |  |
|  |                           |                           | At. Tordesillas | 3                        |                           |                           |  |                          |                      |                      |  |
|  | At. Tordesillas           | 7                         | At. Tordesillas | 3                        |                           |                           |  |                          |                      |                      |  |
|  | At. Tordesillas           | 7                         |                 |                          |                           |                           |  |                          |                      |                      |  |
|  | Villa de Simancas         | 0                         |                 |                          |                           |                           |  |                          |                      |                      |  |
|  | Villa de Simancas         | 0                         |                 | At. Tordesillas          | 2                         |                           |  |                          |                      |                      |  |
|  |                           |                           |                 | At. Tordesillas          | 2                         |                           |  |                          |                      |                      |  |
|  |                           |                           | C.D. Mojados    | 0                        |                           |                           |  |                          |                      |                      |  |
|  | C.D. Mojados              | 8                         | C.D. Mojados    | 0                        |                           |                           |  |                          |                      |                      |  |
|  | C.D. Mojados              | 8                         |                 |                          |                           |                           |  |                          |                      |                      |  |
|  | Villanubla C.F.           | 1                         |                 |                          |                           |                           |  |                          |                      |                      |  |
|  | Villanubla C.F.           | 1                         |                 |                          |                           |                           |  |                          |                      |                      |  |
|  |                           |                           |                 |                          |                           |                           |  |                          |                      |                      |  |

Final
| 26 de agosto de 2024, 19:00 h. | Real Valladolid Promesas | 1-3     | At. Tordesillas                                                  | Los Pedreros, Villanubla                                   |                                                            |
|                                | Mariano Villafáfila, 54' | Reporte | Carlos Alonso "Chatún", 8' Samu Aparicio, 45' Samu Aparicio, 71' | Asistencia: 600 espectadores Árbitro(s): Gutiérrez Garrote | Asistencia: 600 espectadores Árbitro(s): Gutiérrez Garrote |

### XXXI Trofeo Diputación de Valladolid 2025
|  | Cuartos de final           | Cuartos de final           |                 |  | Semifinales               | Semifinales               |  |  | Final                | Final                |  |
|  | 18 al 21 de agosto de 2025 | 18 al 21 de agosto de 2025 |                 |  | 25 y 26 de agosto de 2025 | 25 y 26 de agosto de 2025 |  |  | 28 de agosto de 2025 | 28 de agosto de 2025 |  |
|  |                            |                            |                 |  |                           |                           |  |  |                      |                      |  |
|  |                            |                            |                 |  |                           |                           |  |  |                      |                      |  |
|  | C.D. Mojados               | 4                          |                 |  |                           |                           |  |  |                      |                      |  |
|  | C.D. Mojados               | 4                          |                 |  |                           |                           |  |  |                      |                      |  |
|  | Villa de Simancas          | 0                          |                 |  |                           |                           |  |  |                      |                      |  |
|  | Villa de Simancas          | 0                          | C.D. Mojados    |  |                           |                           |  |  |                      |                      |  |
|  |                            |                            |                 |  |                           |                           |  |  |                      |                      |  |
|  |                            |                            | At. Tordesillas |  |                           |                           |  |  |                      |                      |  |
|  | At. Tordesillas            | 5                          |                 |  |                           |                           |  |  |                      |                      |  |
|  | At. Tordesillas            | 5                          |                 |  |                           |                           |  |  |                      |                      |  |
|  | Betis C.F.                 | 0                          |                 |  |                           |                           |  |  |                      |                      |  |
|  | Betis C.F.                 | 0                          |                 |  |                           |                           |  |  |                      |                      |  |
|  |                            |                            |                 |  |                           |                           |  |  |                      |                      |  |
|  |                            |                            |                 |  |                           |                           |  |  |                      |                      |  |
|  | Real Valladolid Promesas   |                            |                 |  |                           |                           |  |  |                      |                      |  |
|  |                            |                            |                 |  |                           |                           |  |  |                      |                      |  |
|  | C.D. La Cistérniga         |                            |                 |  |                           |                           |  |  |                      |                      |  |
|  |                            |                            |                 |  |                           |                           |  |  |                      |                      |  |
|  |                            |                            |                 |  |                           |                           |  |  |                      |                      |  |
|  |                            |                            |                 |  |                           |                           |  |  |                      |                      |  |
|  | C.D. Laguna                |                            |                 |  |                           |                           |  |  |                      |                      |  |
|  |                            |                            |                 |  |                           |                           |  |  |                      |                      |  |
|  | Racing Valdestillas        |                            |                 |  |                           |                           |  |  |                      |                      |  |
|  |                            |                            |                 |  |                           |                           |  |  |                      |                      |  |
|  |                            |                            |                 |  |                           |                           |  |  |                      |                      |  |

Final
| 28 de agosto de 2025, 19:00 h. |  | vs. |  | José María Mellado, Valdestillas |  |

## Trofeo Diputación de Valladolid Femenino

### Palmarés
| Ed. | Año  | Sede            | Campeón                  | Subcampeón               | Res. |
| --- | ---- | --------------- | ------------------------ | ------------------------ | ---- |
| I   | 2021 | Laguna de Duero | Club Deportivo Parquesol | Atlético Lince           | 4-1  |
| II  | 2022 | Simancas        | Club Deportivo Parquesol | Atlético Lince           | 2-0  |
| III | 2023 | Íscar           | Real Valladolid Simancas | Club Deportivo Parquesol | 1-0  |
| IV  | 2024 | Villanubla      | Real Valladolid Simancas | Club Deportivo Parquesol | 4-0  |

### I Trofeo Diputación de Valladolid 2021
|  | Semifinales                   | Semifinales              |   |  | Final                         | Final |  |
|  |                               |                          |   |  |                               |       |  |
|  | Laguna de Duero, 23 de agosto |                          |   |  |                               |       |  |
|  | Atlético Lince                | 5                        |   |  |                               |       |  |
|  | Villa de Simancas             | 1                        |   |  |                               |       |  |
|  |                               |                          |   |  |                               |       |  |
|  |                               |                          |   |  | Laguna de Duero, 26 de agosto |       |  |
|  |                               |                          |   |  | Atlético Lince                | 1     |  |
|  |                               | Club Deportivo Parquesol | 4 |  |                               |       |  |
|  |                               |                          |   |  |                               |       |  |
|  |                               |                          |   |  |                               |       |  |
|  |                               |                          |   |  |                               |       |  |
|  | Laguna de Duero, 24 de agosto |                          |   |  |                               |       |  |
|  | Club Deportivo Parquesol      | 13                       |   |  |                               |       |  |
|  | CD San Pío X                  | 0                        |   |  |                               |       |  |

Final
| 26 de agosto de 2021, 19:00 h. | Atlético Lince       | 1-4     | Club Deportivo Parquesol                                              | La Laguna, Laguna de Duero                                    |                                                               |
|                                | Cristina Redondo 46' | Reporte | Natalia Arranz 58' Ángela Mera 67' Natalia Arranz 88' Ángela Mera 90' | Asistencia: 350 espectadores Árbitro(s): Esther Martín Alonso | Asistencia: 350 espectadores Árbitro(s): Esther Martín Alonso |

### II Trofeo Diputación de Valladolid 2022
|  | Eliminatoria previa  | Eliminatoria previa  |                          |      | Semifinales          | Semifinales          |   |  | Final                | Final                |  |
|  | 16 de agosto de 2022 | 16 de agosto de 2022 |                          |      | 19 de agosto de 2022 | 19 de agosto de 2022 |   |  | 24 de agosto de 2022 | 24 de agosto de 2022 |  |
|  |                      |                      |                          |      |                      |                      |   |  |                      |                      |  |
|  |                      |                      |                          |      |                      |                      |   |  |                      |                      |  |
|  |                      |                      |                          |      |                      |                      |   |  |                      |                      |  |
|  |                      |                      |                          |      |                      |                      |   |  |                      |                      |  |
|  |                      |                      |                          |      |                      |                      |   |  |                      |                      |  |
|  |                      | Atlético Lince       | 2(6)                     |      |                      |                      |   |  |                      |                      |  |
|  |                      |                      | 2(6)                     |      |                      |                      |   |  |                      |                      |  |
|  |                      |                      | Real Valladolid Simancas | 2(5) |                      |                      |   |  |                      |                      |  |
|  |                      |                      | Real Valladolid Simancas | 2(5) |                      |                      |   |  |                      |                      |  |
|  |                      |                      |                          |      |                      |                      |   |  |                      |                      |  |
|  |                      |                      |                          |      |                      |                      |   |  |                      |                      |  |
|  |                      |                      |                          |      |                      | Atlético Lince       | 0 |  |                      |                      |  |
|  |                      |                      |                          |      |                      |                      | 0 |  |                      |                      |  |
|  |                      |                      | C.D. Parquesol           | 2    |                      |                      |   |  |                      |                      |  |
|  |                      |                      | C.D. Parquesol           | 2    |                      |                      |   |  |                      |                      |  |
|  |                      |                      |                          |      |                      |                      |   |  |                      |                      |  |
|  |                      |                      |                          |      |                      |                      |   |  |                      |                      |  |
|  |                      | C.D. Parquesol       | 7                        |      |                      |                      |   |  |                      |                      |  |
|  |                      |                      | 7                        |      |                      |                      |   |  |                      |                      |  |
|  |                      |                      | C.D. Medina Comarca      | 0    |                      |                      |   |  |                      |                      |  |
|  | C.D. San Pío X       | 1                    | C.D. Medina Comarca      | 0    |                      |                      |   |  |                      |                      |  |
|  | C.D. San Pío X       | 1                    |                          |      |                      |                      |   |  |                      |                      |  |
|  | C.D. Medina Comarca  | 6                    |                          |      |                      |                      |   |  |                      |                      |  |
|  | C.D. Medina Comarca  | 6                    |                          |      |                      |                      |   |  |                      |                      |  |
|  |                      |                      |                          |      |                      |                      |   |  |                      |                      |  |

Final
| 24 de agosto de 2022, 19:00 h. | Atlético Lince | 0-2     | C.D. Parquesol                       | Los Pinos, Simancas                                          |                                                              |
|                                |                | Reporte | Marta Gestera 27' Alba Gordaliza 45' | Asistencia: 250 espectadores Árbitro(s): Mansilla Barrientos | Asistencia: 250 espectadores Árbitro(s): Mansilla Barrientos |

### III Trofeo Diputación de Valladolid 2023
|  | Eliminatoria previa  | Eliminatoria previa  |                          |      | Semifinales               | Semifinales               |   |  | Final                | Final                |  |
|  | 22 de agosto de 2023 | 22 de agosto de 2023 |                          |      | 28 y 29 de agosto de 2023 | 28 y 29 de agosto de 2023 |   |  | 31 de agosto de 2023 | 31 de agosto de 2023 |  |
|  |                      |                      |                          |      |                           |                           |   |  |                      |                      |  |
|  |                      |                      |                          |      |                           |                           |   |  |                      |                      |  |
|  |                      |                      |                          |      |                           |                           |   |  |                      |                      |  |
|  |                      |                      |                          |      |                           |                           |   |  |                      |                      |  |
|  |                      |                      |                          |      |                           |                           |   |  |                      |                      |  |
|  |                      | Atlético Lince       | 1                        |      |                           |                           |   |  |                      |                      |  |
|  |                      |                      | 1                        |      |                           |                           |   |  |                      |                      |  |
|  |                      |                      | Real Valladolid Simancas | 6    |                           |                           |   |  |                      |                      |  |
|  |                      |                      | Real Valladolid Simancas | 6    |                           |                           |   |  |                      |                      |  |
|  |                      |                      |                          |      |                           |                           |   |  |                      |                      |  |
|  |                      |                      |                          |      |                           |                           |   |  |                      |                      |  |
|  |                      |                      |                          |      |                           | Real Valladolid Simancas  | 1 |  |                      |                      |  |
|  |                      |                      |                          |      |                           |                           | 1 |  |                      |                      |  |
|  |                      |                      | C.D. Parquesol           | 0    |                           |                           |   |  |                      |                      |  |
|  |                      |                      | C.D. Parquesol           | 0    |                           |                           |   |  |                      |                      |  |
|  |                      |                      |                          |      |                           |                           |   |  |                      |                      |  |
|  |                      |                      |                          |      |                           |                           |   |  |                      |                      |  |
|  |                      | C.D. Parquesol       |                          |      |                           |                           |   |  |                      |                      |  |
|  |                      |                      |                          |      |                           |                           |   |  |                      |                      |  |
|  |                      |                      | C.D. Medinense           | Ret. |                           |                           |   |  |                      |                      |  |
|  | C.D. Ribera At.      | 1                    | C.D. Medinense           | Ret. |                           |                           |   |  |                      |                      |  |
|  | C.D. Ribera At.      | 1                    |                          |      |                           |                           |   |  |                      |                      |  |
|  | C.D. Medinense       | 2                    |                          |      |                           |                           |   |  |                      |                      |  |
|  | C.D. Medinense       | 2                    |                          |      |                           |                           |   |  |                      |                      |  |
|  |                      |                      |                          |      |                           |                           |   |  |                      |                      |  |

Final
| 31 de agosto de 2022, 19:00 h. | Real Valladolid Simancas | 1-0 | C.D. Parquesol | San Miguel, Íscar                                     |                                                       |
|                                | Mónica Camarón 12'       |     |                | Asistencia: 250 espectadores Árbitro(s): Peláez Ramos | Asistencia: 250 espectadores Árbitro(s): Peláez Ramos |

### IV Trofeo Diputación de Valladolid 2024
|  | Semifinales              | Semifinales              |   |  | Final                    | Final |  |
|  |                          |                          |   |  |                          |       |  |
|  | Villanubla, 22 de agosto |                          |   |  |                          |       |  |
|  | Real Valladolid Simancas | 10                       |   |  |                          |       |  |
|  | At. Laguna Lince         | 0                        |   |  |                          |       |  |
|  |                          |                          |   |  |                          |       |  |
|  |                          |                          |   |  | Villanubla, 29 de agosto |       |  |
|  |                          |                          |   |  | Real Valladolid Simancas | 4     |  |
|  |                          | Club Deportivo Parquesol | 0 |  |                          |       |  |
|  |                          |                          |   |  |                          |       |  |
|  |                          |                          |   |  |                          |       |  |
|  |                          |                          |   |  |                          |       |  |
|  | Villanubla, 23 de agosto |                          |   |  |                          |       |  |
|  | Club Deportivo Parquesol | 6                        |   |  |                          |       |  |
|  | Ribera At.               | 1                        |   |  |                          |       |  |

Final
| 29 de agosto de 2024, 19:00 h. | Real Valladolid Simancas                     | 4-0     | Club Deportivo Parquesol | Los Pedreros, Villanubla                              |                                                       |
|                                | Carmen Duque, 3', 23', 41' Sheila Prada, 69' | Reporte |                          | Asistencia: 300 espectadores Árbitro(s): López García | Asistencia: 300 espectadores Árbitro(s): López García |

### V Trofeo Diputación de Valladolid 2025
|  | Semifinales                | Semifinales |  |  | Final                      | Final |  |
|  |                            |             |  |  |                            |       |  |
|  | Valdestillas, 23 de agosto |             |  |  |                            |       |  |
|  | Club Deportivo Parquesol   |             |  |  |                            |       |  |
|  | Ribera At.                 |             |  |  |                            |       |  |
|  |                            |             |  |  |                            |       |  |
|  |                            |             |  |  | Valdestillas, 27 de agosto |       |  |
|  |                            |             |  |  | Ganador SF1                |       |  |
|  |                            | Ganador SF2 |  |  |                            |       |  |
|  |                            |             |  |  |                            |       |  |
|  |                            |             |  |  |                            |       |  |
|  |                            |             |  |  |                            |       |  |
|  | Valdestillas, 24 de agosto |             |  |  |                            |       |  |
|  | Real Valladolid C.F.       |             |  |  |                            |       |  |
|  | At. Laguna Lince           |             |  |  |                            |       |  |

Final
| 27 de agosto de 2025, 19:00 h. |  | vs. |  | José María Mellado, Valdestillas |  |

## Cuadro de campeones y subcampeones

### Masculino
| # | Equipo               | Campeón | finalista |
| - | -------------------- | ------- | --------- |
| 1 | Real Valladolid B    | 13      | 8         |
| 2 | At. Tordesillas      | 6       | 6         |
| 3 | CD Íscar             | 6       | 1         |
| 4 | CD Laguna            | 2       | 6         |
| 5 | Gimnástica Medinense | 2       | 3         |
| 6 | AD Villa de Simancas | 1       | 2         |
| 7 | CD Mojados           | 0       | 2         |
| * | UD Santovenia        | 0       | 1         |
| * | CD Universitario     | 0       | 1         |

### Femenino
| # | Equipo                   | Campeón | finalista |
| - | ------------------------ | ------- | --------- |
| 1 | Club Deportivo Parquesol | 2       | 2         |
| 2 | Real Valladolid Simancas | 2       | 0         |
| 3 | Atlético Lince           | 0       | 2         |